# Jean Effel
Jean Effel, vlastním jménem François Lejeune (12. února 1908 Paříž – 10. října 1982 Paříž) byl francouzský kreslíř, karikaturista, ilustrátor, novinář, člen komunistické strany Francie (PCF). Sám se cítil být ponejvíc právě novinářem a politickým komentátorem. Jeho pseudonym je vytvořen z jeho iniciál F. L.

## Život
Vystudoval umění, hudbu a filosofii. Přes všechny snahy a přání svého otce, aby po něm převzal kupecké řemeslo, se rozhodl pro kariéru profesionálního umělce. Často kreslil pro francouzské komunistické noviny l'Humanité a je také autorem ilustrací Bajek bajkaře Jean de La Fontaina.
Jako jeho největší dílo však bývá označován cyklus kreseb Stvoření světa (zfilmováno v roce 1957 režisérem Eduardem Hoffmanem, premiéra v dubnu 1958). Celý cyklus je tvořem pěti knihami Le Ciel et la Terre (Nebe a země), Les Plantes et Animaux (Rostliny a zvířata), L'Homme (Muž), La Femme (Žena) and Le Roman d'Adam et Eve (Příběh Adama a Evy). Mezi jeho další významné práce můžeme řadit také kolekci protifašistických karikatur z roku 1935 a knihu kreslených vtipů When Animals Still Talked (v českém vydání Mezi námi zvířaty) z roku 1953.
Jeho kresby jsou lehce čitelné, svěží, humoristické a neotřelé, vždy doplněné typickým kudrlinkovým podpisem a občas také malou sedmikráskou, jež ukazuje autorův laskavý pohled na svět.
Měl blízký vztah k Československu a byl dlouholetým předsedou Společnosti francouzsko-československého přátelství.

## Dílo
- 1935 – kolekce protifašistických karikatur
- 1944 – Turelune le Cornepipeux – dětská pohádka
- 1945 – La Création du Monde
- 1953 – When Animals Still Talked